# Marcelo Serrado
Marcelo Magalhães Serrado, född 10 february 1967 i Rio de Janeiro, är en brasiliansk skådespelare och sångare.